# Philgamia
Philgamia là một chi thực vật có hoa trong họ Malpighiaceae.

## Loài
Chi Philgamia gồm các loài: